# مانوئل مارزوپیو
مانوئل مارزوپیو (انگلیسی: Manuel Marzupio؛ زادهٔ ۵ آوریل ۲۰۰۰) بازیکن فوتبال اهل ایتالیا است.